# Kamil Nowacki
Kamil Nowacki (ur. 29 marca 2000 w Barlinku) – polski żużlowiec.

## Życiorys
Karierę w sporcie żużlowym rozpoczął na miniżużlu w klubie GUKS Speedway Wawrów. Licencję żużlową uzyskał 28 maja 2015 roku na torze w Lesznie.
W sezonie 2015 występował w rozgrywkach juniorskich. Finalista rozgrywek ligi juniorów (2015 – 2. miejsce, 2017 – 6. miejsce), młodzieżowych indywidualnych mistrzostw Polski (2020 – 17. miejsce), młodzieżowych mistrzostw Polski par klubowych (2019 – 6. miejsce, 2020 – 3. miejsce), srebrnego kasku (2020 – 18. miejsce), brązowego kasku (2017 – 14. miejsce, 2018 – 16. miejsce) oraz mistrzostw par klubowych 1 Ligi (2019 – 1. miejsce wraz z Grzegorzem Walaskiem i Tomaszem Gapińskim).